# 天主教達爾文教區
天主教達爾文教區（拉丁語：Dioecesis Darvinensis）是澳大利亞一個羅馬天主教教區。屬阿德萊德總教區。
1845年設埃辛頓代牧區，1847年5月27日升為維多利亞教區。1888年8月10日易名為維多利亞-帕默斯頓教區。1938年3月29日易名至今。
教區範圍包括北領地大部份地區（南緯25度線以北），教座位於達爾文。2009年有教友45,600人（佔轄區人口22.1%）、十一個堂區、廿五名司鐸。現任主教為達彌爾·猶金·赫爾利。